# Coalition de l'État de droit
La Coalition de l'État de droit est une coalition de partis politiques irakiens conservateurs, formée par le Premier ministre Nouri al-Maliki en vue des élections provinciales de 2009. Elle remporte environ 26 % des voix, et 89 sièges, durant les élections législatives irakiennes de 2010. Majoritaire dans le sud du pays, son électorat provient surtout de la majorité chiite.
Le 4 mai 2010 deux mois après les élections légisiatives du 7 mars, l'Alliance nationale irakienne et l'État de Droit du premier ministre Nouri Al Maliki se mettent d'accord pour faire alliance et former une seule et même coalition au parlement irakien.